# Estação de Versailles-Chantiers
A Estação de Versailles-Chantiers é uma estação ferroviária francesa da linha de Paris-Montparnasse a Brest e da linha da Grande Cintura de Paris, localizada no território da comuna de Versalhes, quartier des Chantiers, no departamento de Yvelines, na região da Ilha de França.
É uma estação da Société Nationale des Chemins de Fer Français (SNCF), servida pelos TGV, Intercités, trens regionais das redes TER Centre-Val de Loire e TER Normandie, mas também pelos trens da linha N do Transilien (rede Paris-Montparnasse), os da linha U do Transilien (linha La Défense – La Verrière) e os da linha C do RER.

## Situação ferroviária
Estação de bifurcação, ela é situada no ponto quilométrico (PK) 16,562 da linha de Paris-Montparnasse a Brest, entre a estações de Viroflay-Rive-Gauche e de Saint-Cyr. Ela é também a origem no PK 0,000 e o fim no PK 120,751 da linha da Grande Ceinture de Paris. Sua altitude é de 132 metros.
Ela é o centro de uma estrela ferroviária de sete ramais a ligando:
- para Paris:
  - à Gare de Paris-Montparnasse (Transilien N e linha direta Paris Montparnasse - Chartres),
  - à Gare de Paris-Austerlitz por Pont du Garigliano no sentido Norte-Sul e por Massy-Palaiseau no sentido Norte-Sul (RER C),
  - à Gare de Paris-Saint-Lazare via La Défense (Transilien U), pela conexão de Viroflay que se junta com a linha de Paris-Saint-Lazare a Versailles-Rive-Droite;
- para o sudoeste, a Rambouillet, Chartres, e além ao oeste da França;

- para o oeste:
  - a Granville (linha de Saint-Cyr a Surdon) e Mantes-la-Jolie pela linha de Plaisir - Grignon a Épône - Mézières,
  - a Saint-Germain-en-Laye (esta seção da Grande Ceinture está fechada entre as estações de Saint-Cyr-Grande-Ceinture e Noisy-le-Roi);

- para o leste, a Massy-Palaiseau e Valenton (linha da Grande Ceinture).

## História

### Estações de Versalhes
A história da ferrovia em Versalhes já começou quando houve a abertura da estação de Versailles-Chantiers em 12 de julho de 1849.
Desde o início do século XIX, muitos projetos foram discutidos antes que um dos irmãos Péreire, com a Compagnie du chemin de fer de Paris à Saint-Cloud e Versailles, a ser concretizada por meio da inauguração, em 2 de agosto de 1839, da estação de Versailles-Rive-Droite no bairro Notre-Dame, terminal da linha de Paris a Versalhes pela margem direita do Sena, linha que, em Paris, começava no Embarcadère de l'Europe (estação primitiva da Gare Saint-Lazare).
A estação de Versailles-Rive Gauche, no bairro Saint-Louis, foi inaugurada em 10 de setembro de 1840 na abertura da linha de Paris a Versalhes pela margem esquerda do Sena, a origem sendo o Embarcadère du maine (estação primitiva da Gare Montparnasse).
Após estas aberturas que ligam Versalhes em duas grandes estações parisienses (Paris-Saint-Lazare e Paris-Montparnasse), viriam se juntar a estação de Porchefontaine e a de Versailles - Matelots, que trarão para cinco o número de estações implantadas no território da comuna de Versalhes no início do século XX.

### Gare des Chantiers

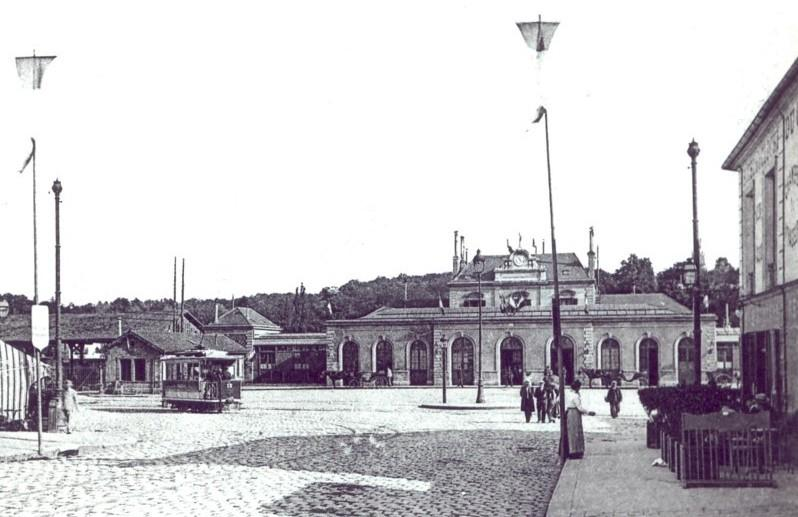
A primeira estação des Chantiers, com uma motriz do bonde de Versalhes.

Seu nome de "Chantiers" vem do fato de que durante a construção do palácio no século XVII, o bairro em que ela se encontra era composto principalmente de canteiros dedicados ao talhamento das pedras.
A primeira estação des Chantiers foi construída em 1849.
André Ventre, arquiteto dos monumentos históricos, concebeu desde 1923, um plano de um edifício muito mais imponente com uma fachada que lembra o Grand Trianon.
Mas, na manhã de sexta-feira 24 de junho de 1932 os usuários descobriram no hall de entrada principal de um edifício no estilo Art déco e muito diferente do projeto original (o serviço de passageiros tinha começado há alguns meses, durante o trabalho, na ala direita do edifício). No domingo seguinte esta "inauguração pública", por ocasião da festa de Hoche, o designer André Ventre, acompanhado por Raoul Dautry, diretor geral dos Chemins de fer de l'État, procedeu a abertura oficial.
Esta nova estação se caracteriza por uma fachada convexa se inscrevendo na tradição arquitetônica clássica com janelas arqueadas, pilastras e cornija. Alguns toques de modernidade se leem nas alas baixas que flanqueiam simetricamente o corpo do edifício central. Os edifícios na parte de trás são tratados no estilo da década de 1930.

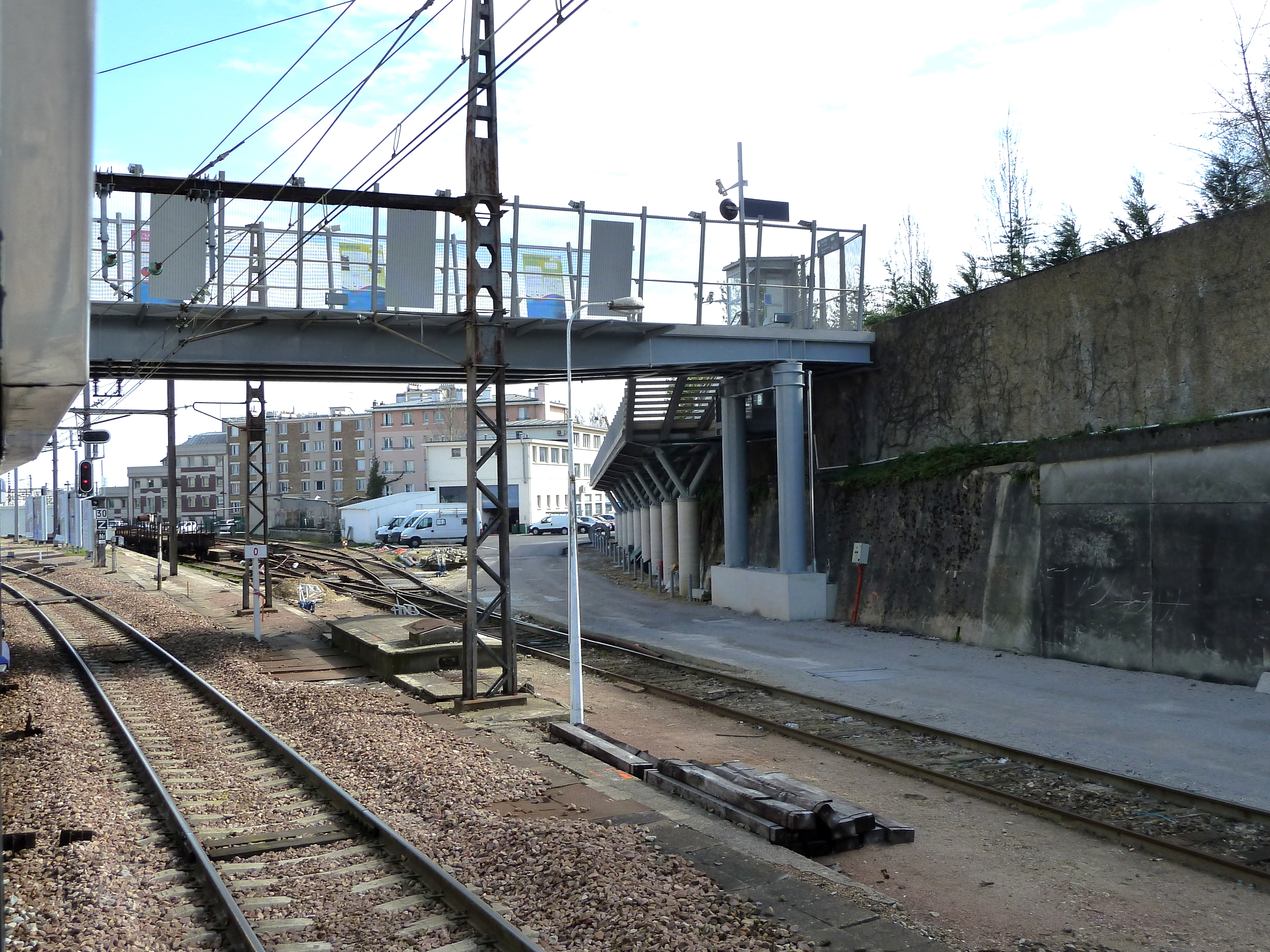
Passarela "Porte de Buc".

Uma passarela abrange as faixas para levar ao posto de observação. Ela contém as escadas que servem as plataformas. O conjunto é de concreto armado coberto, para as fachadas do edifício dos passageiros, de placas de pedra de Ladoix, polidas ou afiadas ou de acordo com os locais. Uma decoração de painéis de pedra de Corrigny cor-de-rosa gravada entoa cada espaço. A iluminação original em chapas de vidro das abóbadas cobrindo os diferentes halls desapareceu.
Na inauguração dos edifícios em 1932, a imprensa estava cheia de entusiasmo, os jornalistas escreveram: "esta é a mais moderna e a mais ousada de todas as grandes estações da França pelo seu projeto".
As fachadas e coberturas do conjunto da estação, bem como as plataformas e a edícula do relógio, a sala dos passos perdidos, o hall de passageiros e a galeria são objeto de uma inscrição ao título dos monumentos históricos desde 14 de abril de 1998.
Em 4 de fevereiro de 2011, foi lançado em serviço o acesso "Porte de Buc", que abre a estação para o sul do bairro des Chantiers e fornece uma correspondência direta entre os trens e os ônibus, graças a novas paradas de ônibus construídas pela prefeitura de Versalhes. A inauguração oficial ocorreu em 11 de fevereiro de 2011 às 11 h na presença de personalidades.
Em 2015, de acordo com estimativas da SNCF, a taxa anual de frequência da estação é de 25 886 802 passageiros.

## Serviço dos passageiros

### Edifício
É uma estação SNCF que dispõe de um edifício de passageiros com guichês adaptados para as pessoas com deficiência, autômatos Transilien, autômatos Grandes lignes, sistema de informações sobre a circulação de trens em tempo real, elevadores, dispositivo de controle de bilhetes expandido e de circuitos magnéticos para deficientes auditivos pessoas. Uma rede Wi-Fi gratuita está disponível a partir de 2016.
Ela é equipada com quatro plataformas centrais enquadrando oito vias. Um hall de passageiros com vista para as vias transversalmente permite acesso a várias plataformas.

### Serviço de ligação

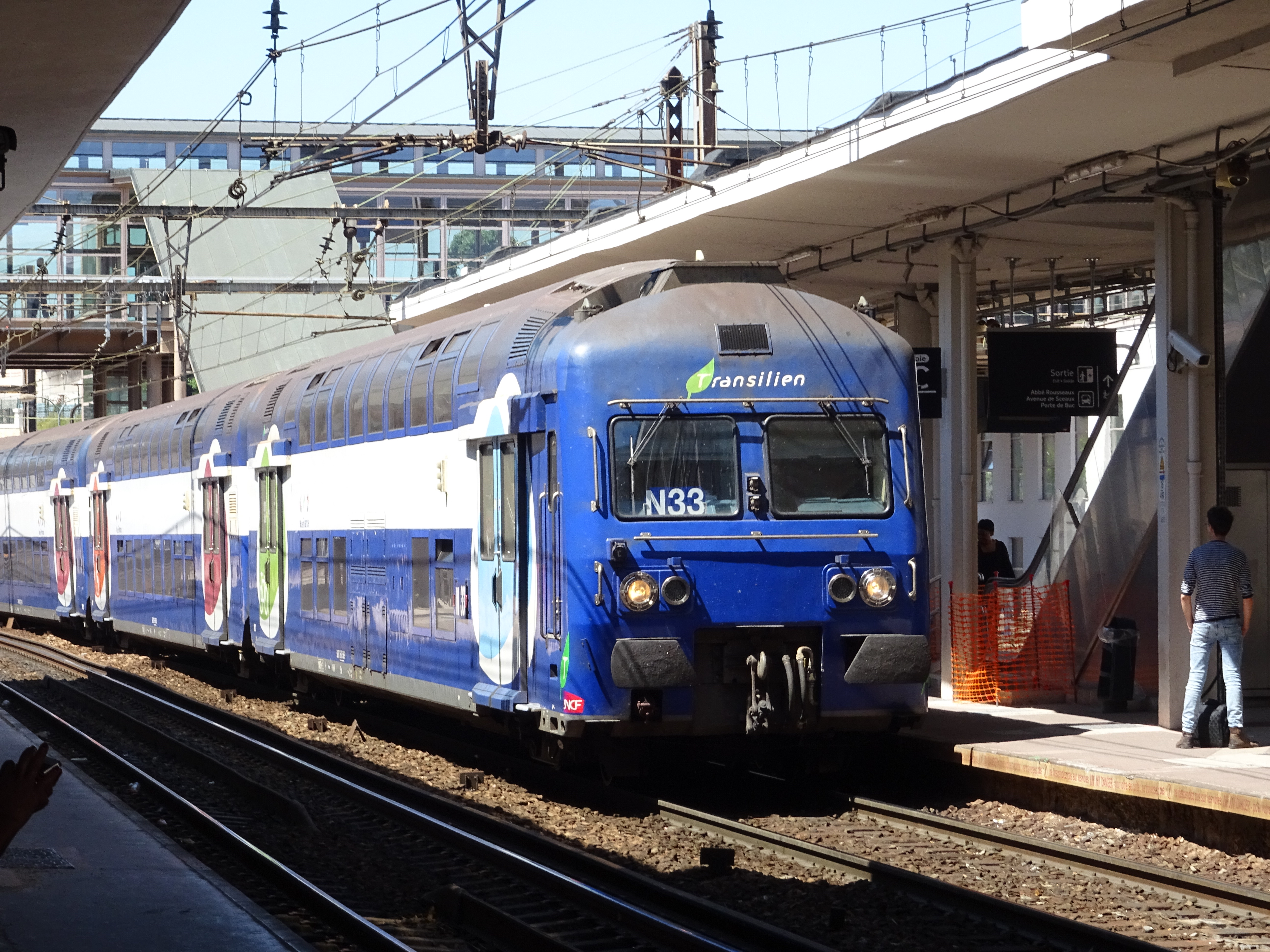
Um trem da linha N do Transilien.

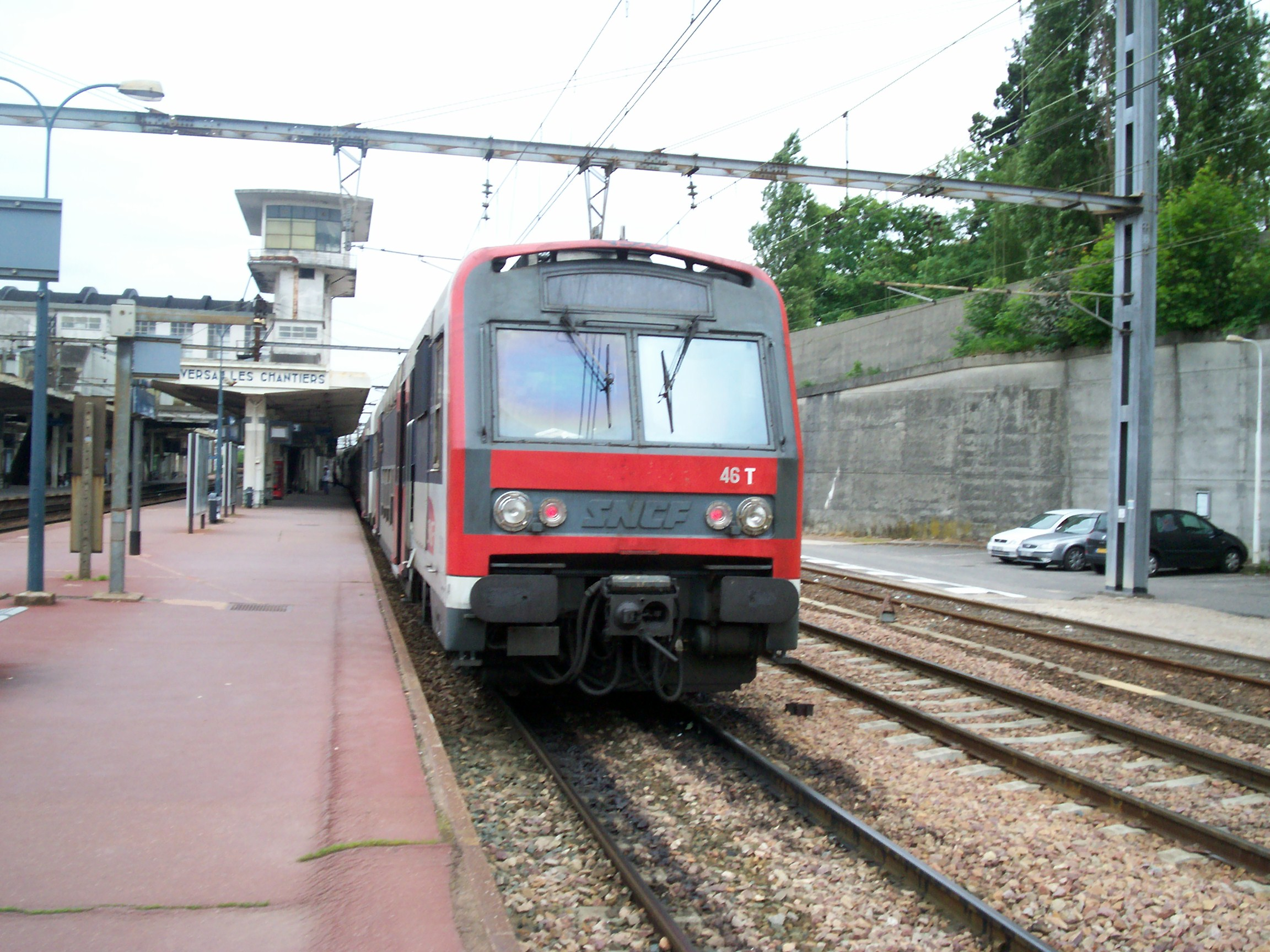
Um trem da linha C do RER.

A estação é servida pelas linhas comerciais Le Havre – Marselha (TGV intersecteurs), Paris – Le Mans (TER Centre-Val de Loire) e Paris – Argentan (TER Normandie).
Ela é servida também por:
- trens da linha N do Transilien:
  - por trem direto (linha Paris - Dreux),[12] com um trem a cada hora, e nos horários de pico a cada 30 minutos. O tempo de viagem é de aproximadamente 1 hora de Dreux e 15 minutos de Paris-Montparnasse,
  - por trem omnibus (ramal Paris - Rambouillet / Paris - Plaisir - Grignon - Mantes-la-Jolie), com um trem a cada 15 minutos nos horários de pico. A frequência é aumentada para oito trens por hora em horários de pico. O tempo de viagem é de aproximadamente 30 minutos de Rambouillet, 45 minutos de Mantes-la-Jolie, 20 minutos de Plaisir - Grignon e de 15 minutos a 30 minutos de Paris-Montparnasse,
- trens da linha U do Transilien, com um trem a cada 30 minutos fora do horário de pico e a cada 15 minutos nos horários de pico.[13] O tempo de viagem é de cerca de 20 minutos de La Verrière e 25 minutos de La Défense;
- trens da linha C do RER (ramal C7 e C8),[14] com um trem a cada 30 minutos para cada ramal, exceto nos horários de pico onde a frequência é de um trem a cada 15 minutos. O tempo de viagem é de aproximadamente 1 hora e 30 minutos de Versailles-Rive Gauche, 10 minutos de Saint-Quentin-en-Yvelines e 1 hora e 45 minutos de Saint-Martin-d'Étampes. É o terminal do ramal C8.

### Intermodalidade
A estação é servida pelas linhas ARC, B, BAK, G, H, H Express, I-LFA, K, L, P, R, T-Express, TRI, W, X, Z, 22 e 24 da rede de ônibus Phébus, as linhas 260, 261, 262, 263, 264, 39.12 e 39.37 H da sociedade de transporte SAVAC e, à noite, pelas linhas Nuit 1 e Nuit 3 da rede de ônibus Phébus e N145 da rede Noctilien.
Um estacionamento para veículos e bicicletas é mantido.

## Serviço de carga
Esta estação é aberta para o tráfego de carga.

## Projetos

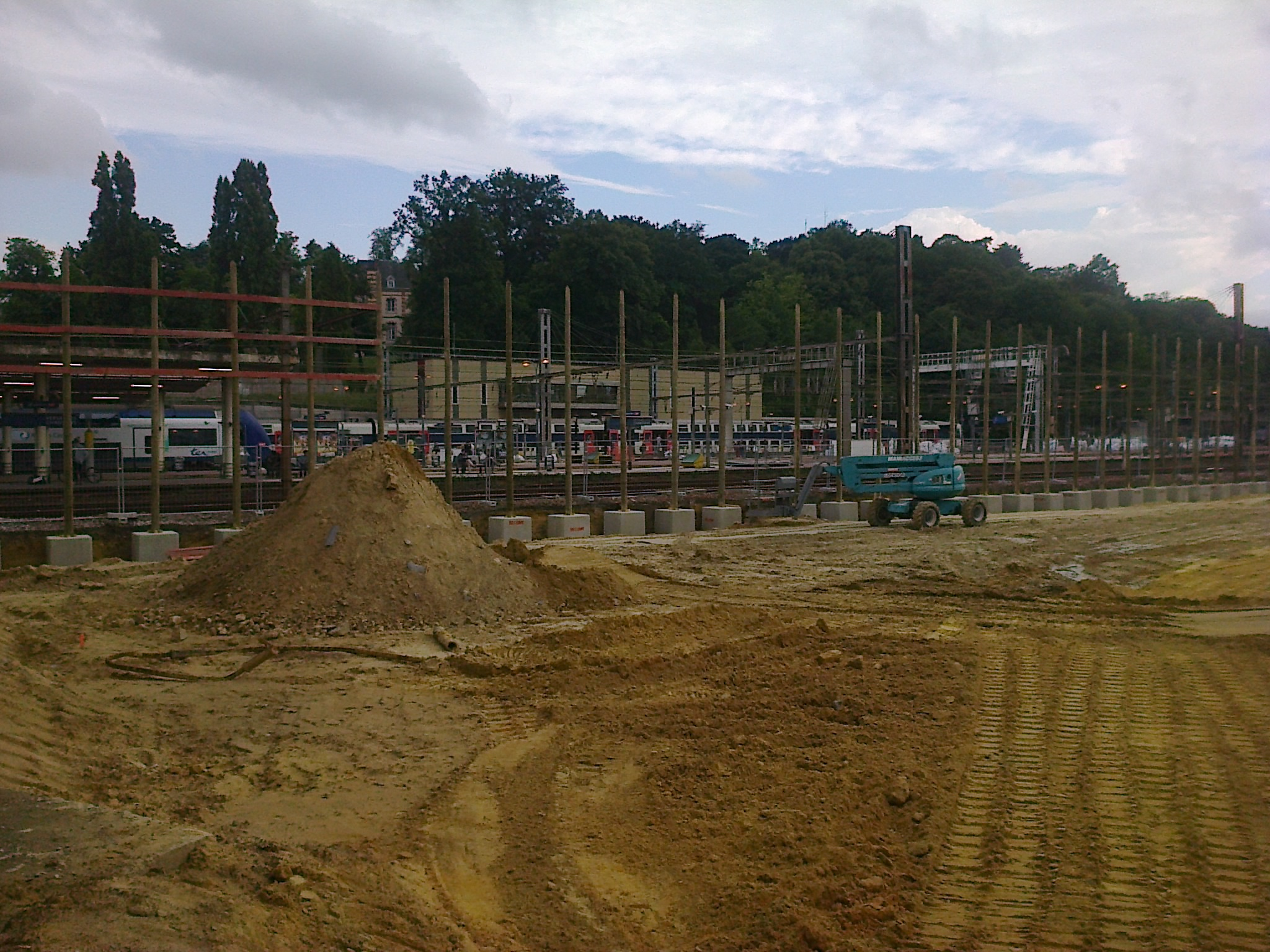
Obras na estação, em julho de 2014.

Depois de vários projetos pouco proveitosos (somente o acesso "Porte de Buc" tendo sido aberto), um projeto finalmente foi validado em 2011 pelo STIF, a SNCF, RFF e a cidade de Versalhes consistindo em uma reforma importante do pólo multimodal de Versailles-Chantiers.
As novas instalações permitirão a estação de constituir um importante intercambiador em 2016, permitindo acompanhar o importante crescimento previsto do tráfego, cerca de 30 % nos próximos quinze anos.

### Reforma da existente
O edifício SNCF e as plataformas serão remodeladas, essa integrando particularmente os trabalhos seguintes:
- a demolição ou a requalificação de diferentes concessões e comércio a fim particularmente de restituir o espaço original do hall;
- a renovação e a melhoria acústica dos espaços públicos;
- a reconstrução total da passagem lateral Oeste;
- a renovação das salas de espera das plataformas a fim de colocá-las ao nível das novas normas de conforto e de serviço;
- a limpeza e o tratamento das anomalias (problemas de vedação, fissuras do aço, deterioração do concreto, etc.) dos edifícios e das plataformas.

### Novas estações

#### Adaptações para a expansão da linha 12 Express do Tramway
Em 2020, essa estação deverá se tornar o terminal noroeste da linha 12 Express do Tramway, estendida, substituindo o ramal C8 da linha C do RER.

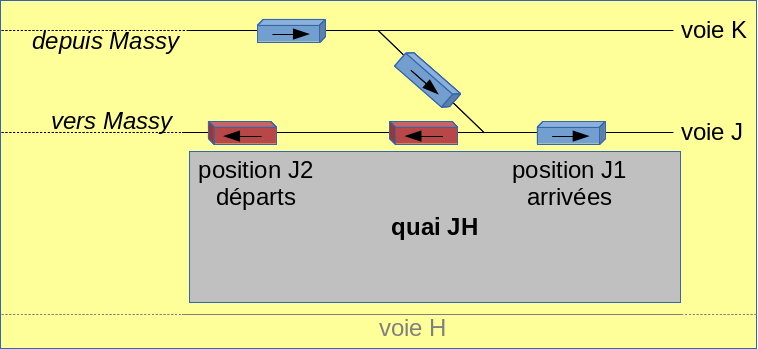
Esquema de organização da plataforma JH, como resultado da extensão da TTME.

A construção de novas plataformas sendo excessivamente dispendiosa e complexa, foi decidido adaptar a plataforma do RER C8 existente:
- alongando de 20 metros a fim de acomodar dois trens de trem-tram em ambas as posições J1 (a oeste, pela descida na chegada) e J2 (a leste pela subida na partida);
- reduzindo a 320 mm a fim de melhorar a acessibilidade dos trens.

Este canteiro necessitará também muitas obras ferroviárias dentro da estação (criação da comunicação entre as vias J e K, deslocamento de aparelhos de via e de sinalização, etc.).

#### Linha 18 do Grand Paris Express
Versailles Chantiers será servida pela linha 18 do Grand Paris Express para 2030. A estação de Versailles Chantiers será em subterrâneo, no lado do acesso "Porte de Buc" que será expandida para gerenciar o fluxo de viajantes em correspondência e será conectada à nova passarela. As plataformas serão situadas a 25 metros abaixo do nível do solo. O projeto da estação é confiado a Dietmar Feichtinger Architectes.

### Operações imobiliárias
Um projeto é previsto tendo por objetivo a construção de metro de habitações privadas e sociais, de comércio e de escritórios, repartidos sobre duas ilhotas, no local do antigo parque de estacionamento e ao longo da rampa de acesso para a estação. O conjunto será orquestrado pela dupla de arquitetos franceses Christian e Elizabeth de Portzamparc. A entrega dos edifícios está prevista para 2020. Esta operação reforça o caráter multimodal da estação a dotando de um pólo econômico nas proximidades do edifício de passageiros.

## Galeria de fotografias

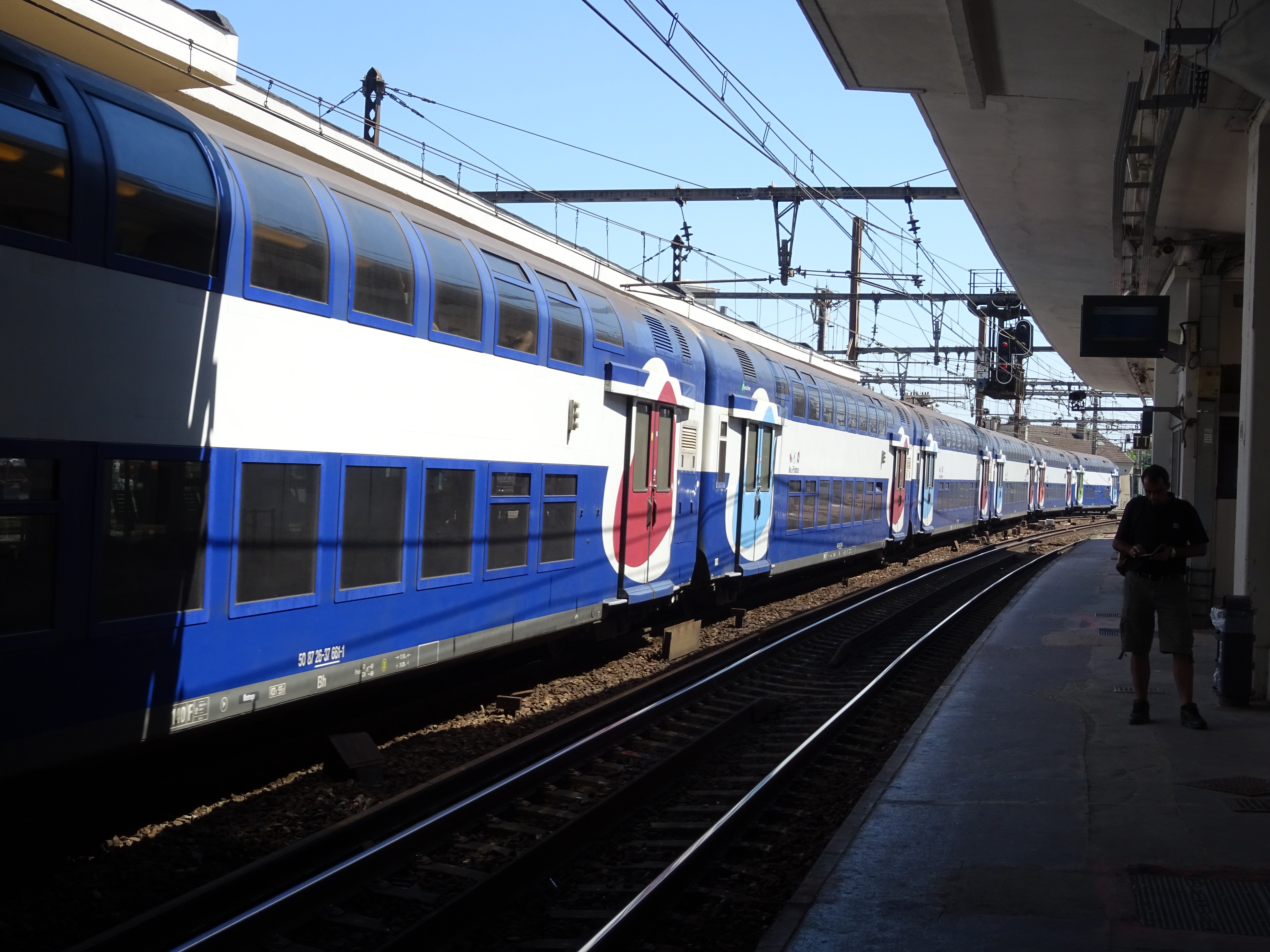
VB 2N partindo de Versalhes para Paris.
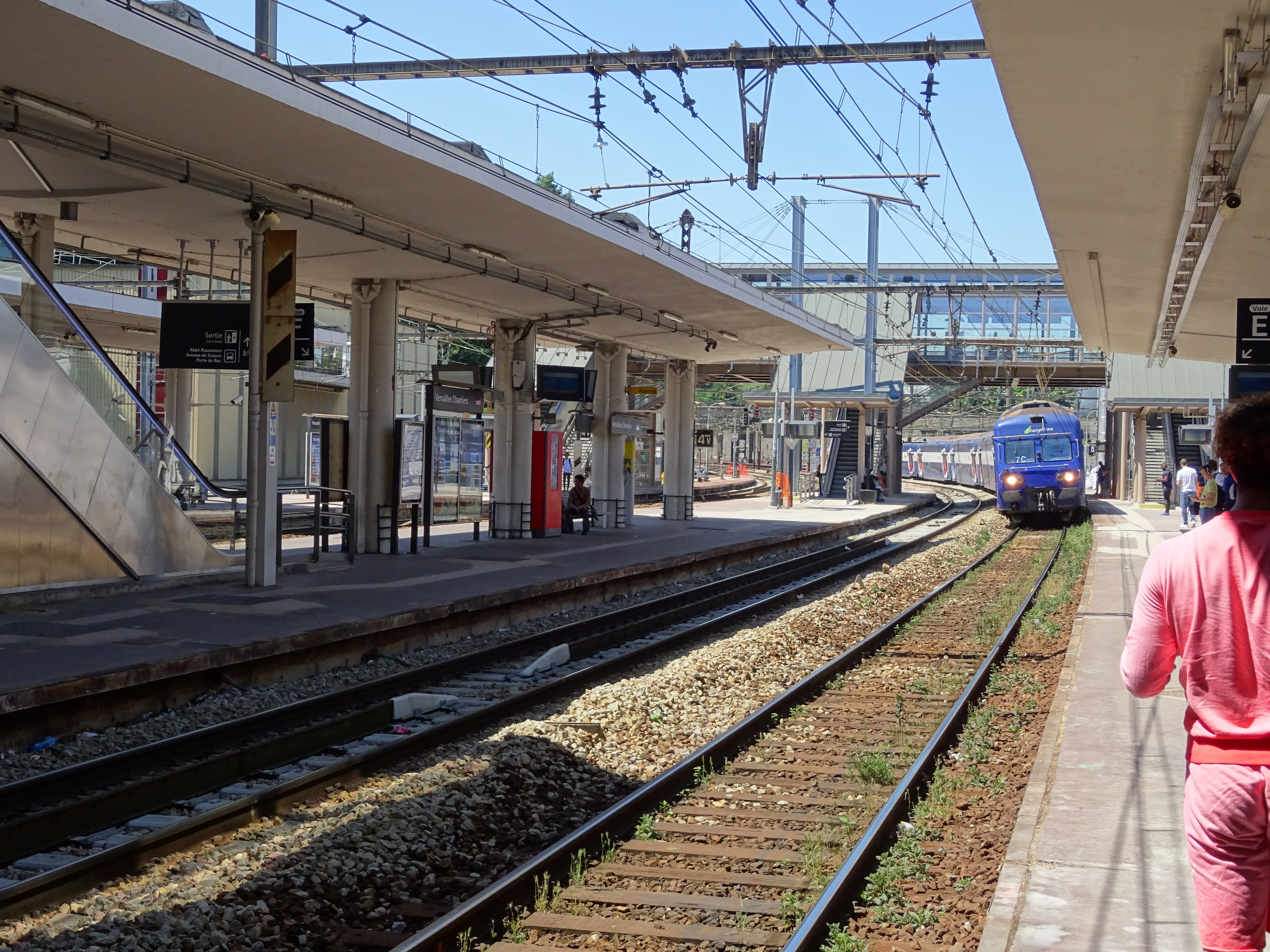
VB 2N chegando em Versailles-Chantiers (vista para a província).
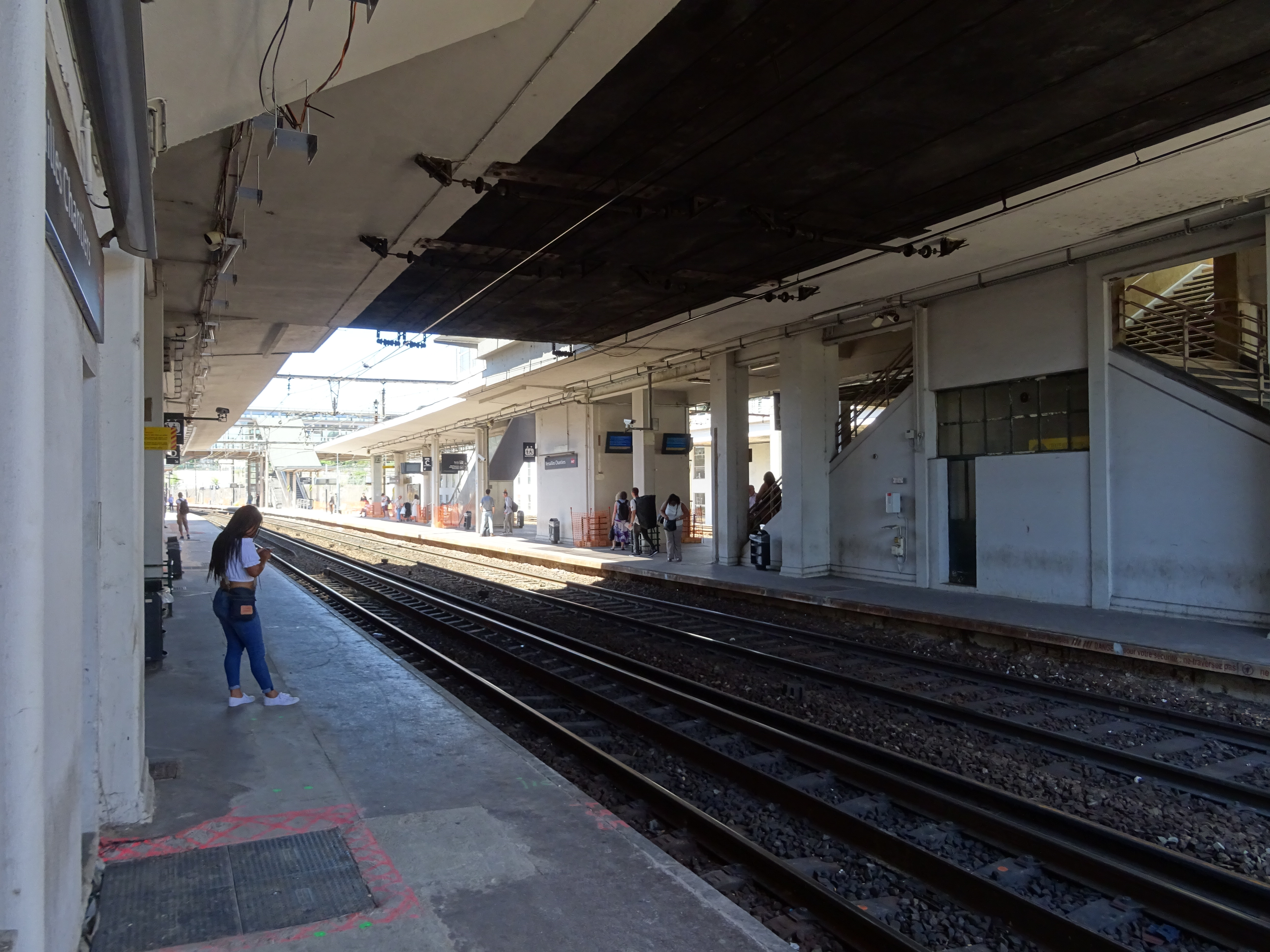
As plataformas sob a passarela principal.
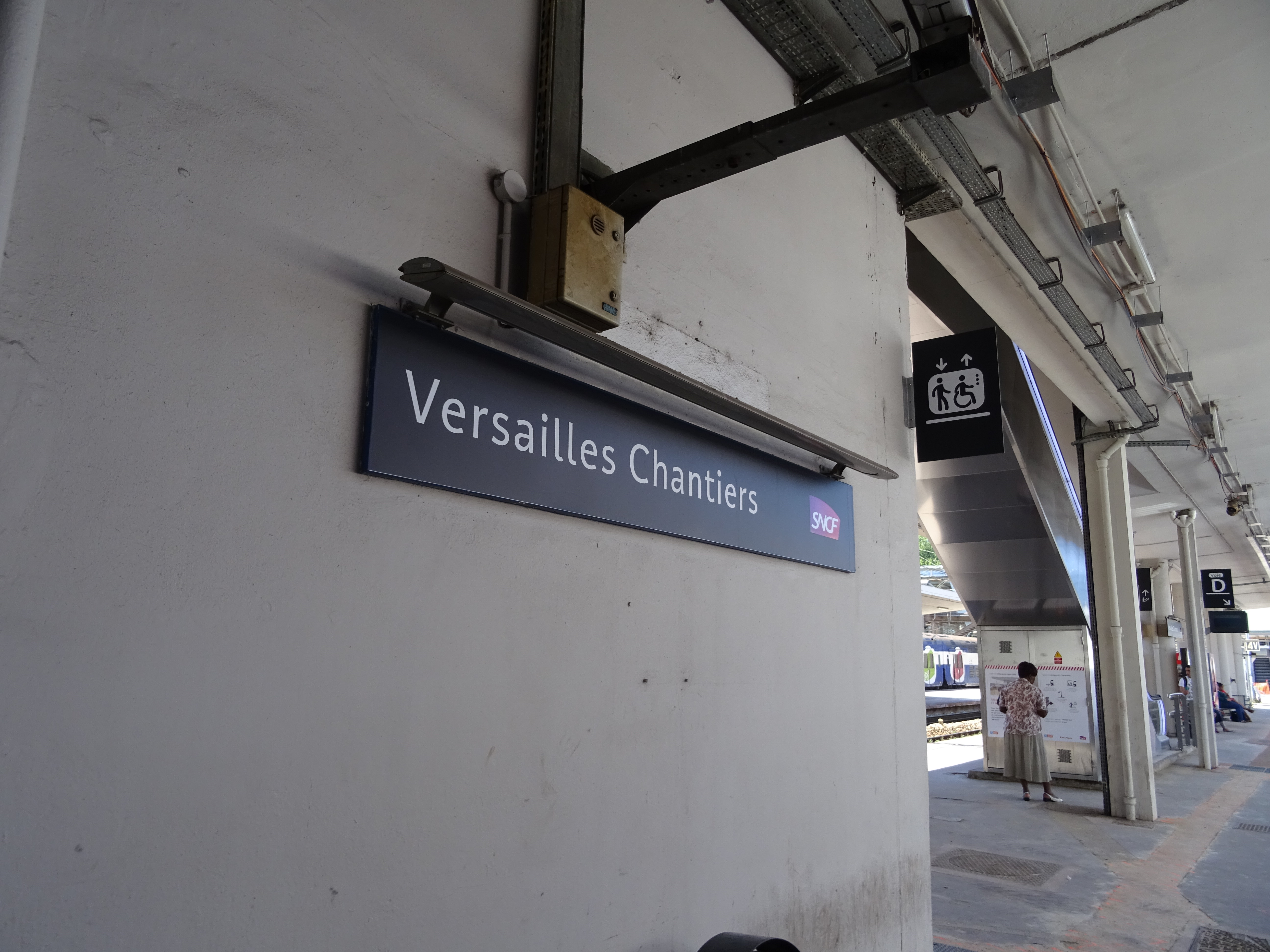
Painel indicando o nome da estação (julho de 2017).